# Томо Софрониевски
Томо Софрониевски (на македонска литературна норма: Томо Софрониевски) е югославски партизанин и деец на НОВМ.

## Биография
Роден е на 18 април 1920 година в град Тетово. Влиза в работническото движение през 1938 година. От 1940 година става член на ЮКП, а от следващата година започва да организира съпротива в Тетово и Тетовско. Отделно става секретар на Местния комитет на ЮКП и член на Военния щаб на Местния комитет на ЮКП за Тетово. В периода 1942-1943 година е член на Околийския комитет на ЮКП и на Първи областен комитет на МКП. Става заместник-политически комисар на Щабът на Първа оперативна зона на НОВ и ПОМ, а през 1943 година е политически комисар на Народоосвободителен батальон „Орце Николов“. През 1944 година е назначен за командир на Военната територия за Кичево и Тетово. Носител е на Партизански възпоменателен медал 1941 година. Умира на 18 ноември 2007 година.